# Dreikönigsaktion
Die Dreikönigsaktion (kurz DKA) ist das Hilfswerk der Katholischen Jungschar, der Kinderorganisation der Katholischen Kirche Österreichs. Die entwicklungspolitische Arbeit der Dreikönigsaktion ist mit ihren unterschiedlichen Aktivitäten auf allen drei Organisationsebenen der Katholischen Jungschar (Pfarrgemeinde, Diözese, Bundesebene) angesiedelt. Die Dreikönigsaktion sammelt das ganze Jahr über Spenden für Hilfsprojekte in Afrika, Asien und Lateinamerika. Die größte Sammelaktion der Dreikönigsaktion ist das Sternsingen. 

## Sternsingen

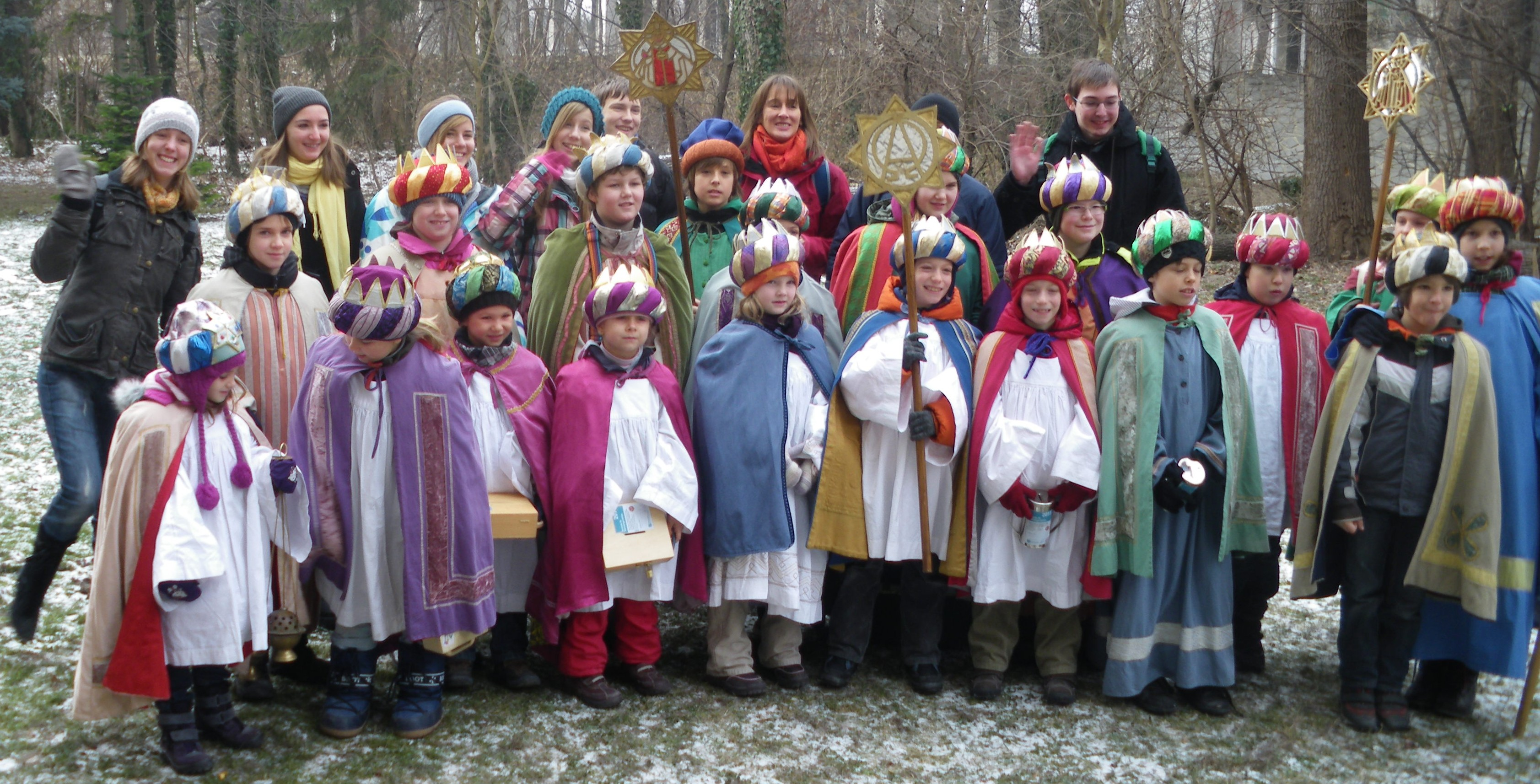
Sternsinger der Katholischen Jungschar der Pfarre St. Nikolaus, Wien (2011)

Die Aktion fußt auf einer privaten Initiative in Wien aus dem Jahr 1946. Der Beamte Franz Pollheimer ging mit seinen Kindern für die Renovierung des Piaristenkollegiums und der Piaristenkirche, für soziale Zwecke (Flüchtlingshilfe), für die Wiederherstellung des Wiener Stephansdomes und für Hilfestellungen in Entwicklungsländern sternsingen.
Die Katholische Jungschar hat 1954 als Zeichen der Solidarität mit Menschen in Afrika, Asien und Lateinamerika die alte Tradition des Sternsingen aufgegriffen und mit einer aktuellen Bedeutung versehen. Rund um den 6. Jänner ziehen jedes Jahr etwa 85.000 Mädchen und Buben verkleidet als Heilige Drei Könige in ihren Pfarren von Haus zu Haus. Mit Liedern, Sprüchen und Segenswünschen wird die Frohe Botschaft von der Geburt Jesu verkündet. Gleichzeitig machen die Kinder auf die Not der Menschen in Afrika, Asien und Lateinamerika aufmerksam und sammeln Spenden.
2024 wurden 19,5 Millionen Euro gesammelt. Diese Spenden kommen mehr als einer Million Menschen in Entwicklungsländern zugute, insgesamt wurden seit 1954 für die Sternsingerinnen und Sternsinger 540 Mio. Euro gespendet.
Somit ist das Sternsingen der Katholischen Jungschar die größte Hilfsaktion für Menschen in den Ländern des globalen Südens in Österreich.

## Tätigkeitsfelder
Die Arbeit der Dreikönigsaktion verteilt sich auf die drei Tätigkeitsfelder „Projektzusammenarbeit“, „Bildungs- und Öffentlichkeitsarbeit“ und „Anwaltschaft“: Im Rahmen der entwicklungspolitischen Zusammenarbeit unterstützt die Dreikönigsaktion jährlich an die 500 Projekte in mehr als 20 Ländern. Unterstützt werden in der Projektzusammenarbeit verschiedene Typen von Projekten für Kinder und Jugendliche, Bildung, gesicherte Lebensgrundlagen, die Stärkung von Menschenrechten und Zivilgesellschaft, eine Kirche im Dienst an den Menschen und Information der österreichischen Bevölkerung.

## Weblink
- Dreikönigsaktion